# HD 57821
HD 57821 är en ensam stjärna belägen i den mellersta delen av stjärnbilden Stora hunden. Den har en skenbar magnitud av ca 4,94 och är svagt synlig för blotta ögat där ljusföroreningar ej förekommer. Baserat på parallaxmätning inom Hipparcosuppdraget på ca 6,8 mas, beräknas den befinna sig på ett avstånd på ca 480 ljusår (ca 147 parsek) från solen. Den rör sig bort från solen med en heliocentrisk radialhastighet på ca 33 km/s.

## Egenskaper
HD 57821 är en blå till vit jättestjärna av spektralklass B5 II/III med drag även av ljusstark jätte i dess spektrum, även om vissa stjärnmodeller anger att den fortfarande kan befinna sig i huvudserien. Den har en massa som är ca 4,1 solmassor, en radie som är ca 4,7 solradier och har ca 490 gånger solens utstrålning av energi från dess fotosfär vid en effektiv temperatur av ca 12 400 K.